# Puig d'Espinal
El Puig d'Espinal és una muntanya de 386,9 metres que es troba a la partió dels municipis de Sitges i Olivella, a la comarca del Garraf.